# Reforma agrária no Brasil

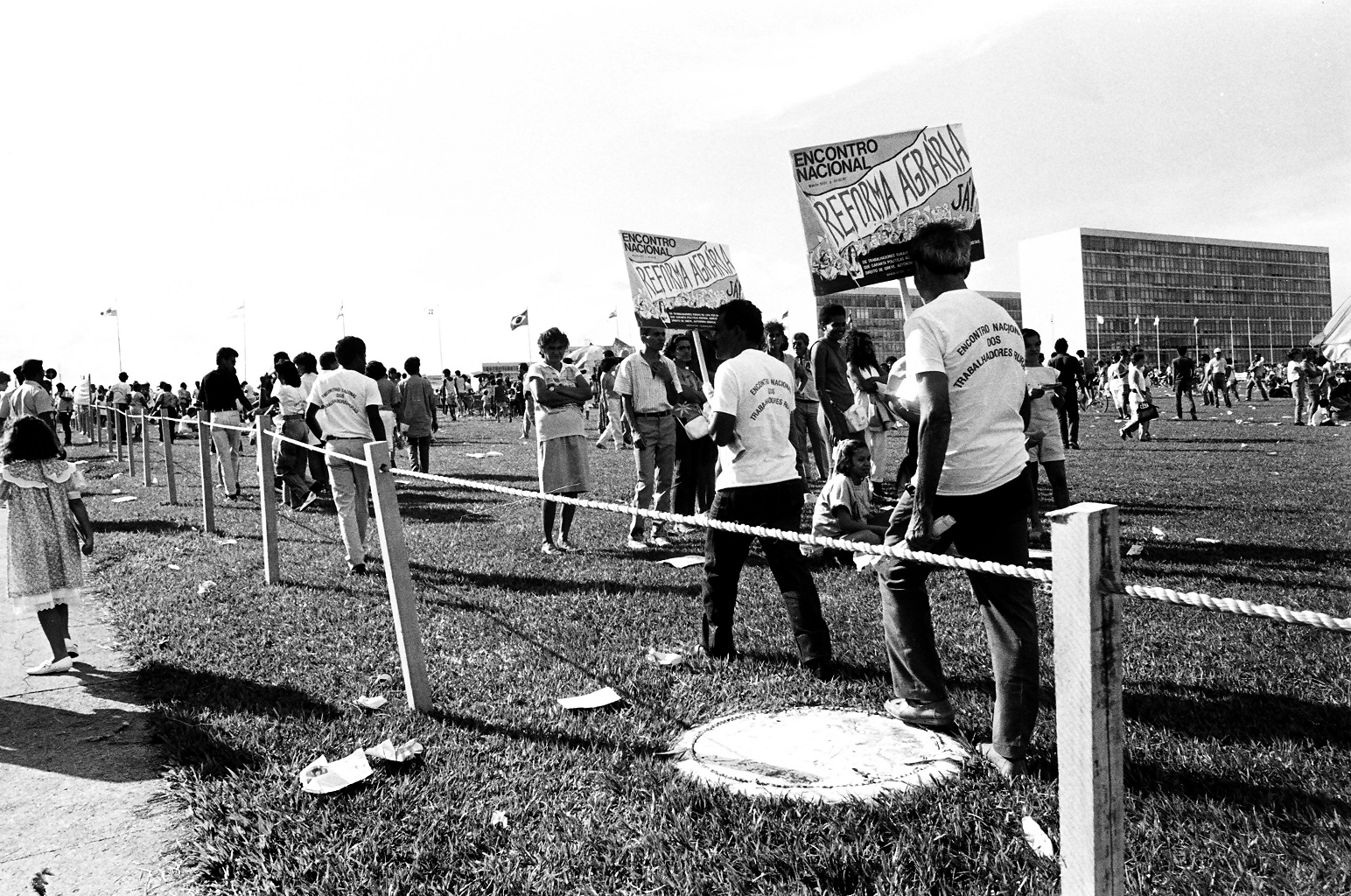
Manifestação em frente ao Congresso Nacional em prol da reforma agrária no Brasil, foto de 1987

A reforma agrária do Brasil é uma política pública que busca promover a distribuição de terras para trabalhadores rurais sem terra ou com pouca terra, a fim de proporcionar condições para a produção agrícola e para a melhoria das condições de vida no campo.
No Brasil, a reforma agrária foi estabelecida pela Constituição Federal de 1988 e é regulamentada pela Lei nº 8.629/1993, que define as normas gerais para a execução da política agrícola. O Instituto Nacional de Colonização e Reforma Agrária, o INCRA, é o órgão responsável pela condução da reforma agrária no país. Segundo dados do INCRA, desde a criação do órgão em 1970 até dezembro de 2021, foram assentadas mais de 1,2 milhão de famílias em todo o país, em uma área total de mais de 92 milhões de hectares, no entanto, a demanda por reforma agrária ainda é grande, e muitas famílias aguardam a oportunidade de ter acesso à terra. 

## Histórico
Após o descobrimento do Brasil pelos portugueses, estabeleceu-se a estratégia de ocupação das terras abundantes utilizando pouca mão de obra local. As plantações voltaram-se para a exportação, utilizando mão de obra composta majoritariamente por escravos africanos. Apesar da abundância de terras, o acesso à terra sempre foi dificultado pela presença perene do "proprietário". Conforme Celso Furtado, a mesma foi explorada pela chamada "empresa agrícola-comercial", consequência da expansão comercial europeia. A pecuária foi introduzida por causa da demanda por carne e animais de tração e carga tanto da empresa agromercantil quanto da posterior exploração mineira.
As primeiras concessões de terras brasileiras foram feitas a homens de recursos, ou seja, economicamente poderosos, capazes de assumirem custos com grandes instalações e aquisição de escravos. A nova população de homens livres que chegava não tinha acesso às terras, que já possuíam donos. Tornavam-se, assim, dependentes dos grandes proprietários, trabalhando como artesãos, soldados ou eram aventureiros, o que permitia que o controle da terra fosse mantido. O pequeno plantador se transforma em morador e os sitiantes se tornavam empreiteiros para derrubadas ou agregados para tarefas auxiliares das empresas. Celso Furtado cita a doação de terras para cafezais no Espírito Santo a famílias (quase todas alemãs) que ficaram sob o controle dos comerciantes, que acabaram por monopolizar a terra. Esse autor afirma que "a propriedade da terra foi utilizada pra formar e moldar um certo tipo de comunidade, que já nasce tutelada e a serviço dos objetivos da empresa agro-mercantil". O que explica por que a massa escrava liberta também se transformou em comunidades tuteladas, sem afetar muito os negócios da empresa agromercantil no país. Nesse sentido, se insere a afirmação de autores que qualificaram o latifúndio como um sistema de poder, pela manutenção do controle da terra.
No Brasil, em dois momentos históricos do século XX, os movimentos campesinos defenderam a tese da revolução agrária. O primeiro se deu entre os anos de 1920 e 1930, com a Coluna Prestes e a criação do Partido Comunista Brasileiro (PCB). Outro momento se deu na década de 1960, com a criação das Ligas Camponesas (com o lema "Reforma Agrária na lei ou na marra") e no episódio da Guerrilha do Araguaia.
Foi a partir do processo de industrialização na década de 1950 que a problemática fundiária passou a ser discutida pela sociedade brasileira. No Nordeste, surgiram as Ligas Camponesas e, em 1962, o Governo Federal criou a Superintendência de Reforma Agrária (Supra), o primeiro órgão público voltado especificamente para tratar da questão agrária no país.
Após a promulgação do Estatuto da Terra (Lei 4.504) em 1964, foram criados o Instituto Brasileiro de Reforma Agrária (IBRA) e o Instituto Nacional de Desenvolvimento Agrário (INDA) em substituição à Superintendência de Política Agrária (SUPRA).
No dia 13 de março de 1964, no Comício da Central do Brasil, o presidente João Goulart assinou o decreto n.º 53 700, que determinava a desapropriação de terras nas margens das rodovias e estradas de ferro. João Pinheiro Neto, presidente da Superintendência da Política Agrária (Supra), entidade responsável pela implantação da reforma agrária, foi quem elaborou o decreto, mas, com a deposição do governo em 31 de março de 1964, o novo regime anulou o referido decreto de 13 de março. Pinheiro Neto foi afastado da direção da Supra, teve os direitos políticos suspensos pelo Ato Institucional Número Um, foi preso e respondeu a três inquéritos policiais militares.
O primeiro Plano Nacional de Reforma Agrária foi instituído pelo Decreto nº 59.566 em 14 de novembro de 1966. Já em 9 de julho de 1970, o Decreto-Lei nº 1.110 criou o Instituto Nacional de Colonização e Reforma Agrária (INCRA), que resultou da fusão do Ibra e do Inda.
A Constituição de 1988 garante a desapropriação do latifúndio improdutivo para finalidade pública e interesse social, como a desapropriação da terra com finalidade de reforma agrária ou para a criação de reservas ecológicas, não sendo permitida, no entanto, a desapropriação de propriedades que tenham sido invadidas. É feita indenização aos ex-proprietários. Um aspecto frequentemente criticado nesse sistema é a falta de ajuda financeira para os camponeses assentados, o que, muitas vezes, acaba por gerar um novo êxodo rural. "Êxodo rural" é a expressão pela qual se designa o abandono do campo por seus habitantes, que, em busca de melhores condições de vida, se transferem de regiões consideradas de menos condições de sustentabilidade a outras, podendo ocorrer de áreas rurais para centros urbanos.

## Movimentos populares
Existem vários movimentos organizados por camponesesː o que mais se destaca é o Movimento dos Trabalhadores Rurais Sem Terra (MST), cuja proposta é a melhor divisão das terras brasileiras, exigindo que o governo federal propicie medidas complementares ao simples assentamento, como a eletrificação e irrigação do campo, concessão de créditos rurais e execução de programas que visem a estimular a atividade agrária e a subsistência do agricultor e de sua família. Outro movimento camponês no Brasil é o Movimento de Luta pela Terra (MLT).

### Ligas Camponesas
As Ligas Camponesas foram um movimento de luta pela reforma agrária no Brasil iniciado na década de 1950, que teve como principal figura incentivadora o advogado e deputado pelo Partido Socialista Brasileiro (PSB) Francisco Julião (1915-1999).

### Movimento dos Trabalhadores Rurais sem Terra
O Movimento dos Trabalhadores Rurais sem Terra (MST) se autodefine como um movimento social de massa e autônomo, que busca organizar trabalhadores e trabalhadoras rurais juntamente com a sociedade para conquistar a reforma agrária e um Projeto Popular para o Brasil, foi oficialmente fundado em 1984, durante o 1º Encontro Nacional de Trabalhadores Sem Terra no Paraná. É importante notar que esse período coincidiu com a Ditadura Militar, um regime que, embora nos primeiros anos do regime ocorreu-se uma melhora da desigualdade social por conta do Milagre econômico, no final do regime cravou-se as desigualdades sociais no país. Além disso, em 1984, estava em andamento o processo de abertura política para a redemocratização do país, o que possibilitou o surgimento de movimentos sociais que haviam sido duramente reprimidos nas décadas anteriores pela ditadura.

## Legislação atual

### Obtenção de terras
Existem várias maneiras de adquirir terras para a reforma agrária, sendo as mais comuns a desapropriação e o processo de compra e venda. Nos dois casos, propriedades rurais particulares são incorporadas à reforma agrária mediante pagamento prévio de indenização. A desapropriação segue as disposições da Lei 8.629 de 1993, enquanto o processo de compra e venda é regulamentado pelo Decreto 433 de 1992.
O INCRA, por meio de suas superintendências regionais, estabelece as regiões prioritárias para a obtenção de terras, considerando a realidade fundiária local, a demanda de assentamentos de trabalhadores rurais sem-terra e outros critérios relevantes, como a proporção de famílias em situação de extrema pobreza, a concentração fundiária e outras ações do Poder Público para a melhoria das condições locais.
O decreto 2.250 de 1997 prevê a participação de entidades representativas dos movimentos sociais e sindicais do campo na indicação de áreas, bem como a presença de um representante técnico dos movimentos durante a realização da vistoria.
/